# Raccord (robinetterie)
Pour les articles homonymes, voir Raccord.
En robinetterie, un raccord est une liaison mécanique entre deux tuyaux, permettant le passage du fluide sans fuite. Les raccords sont normalisés,.

## Applications
Suivant les applications, différents types de tubes raccords peuvent être utilisés : miniatures, instantanés, rotatifs, à bagues, avec protection pour absorption des chocs, en acier inox et pour applications spécifiques.

## Types de raccords
- Raccords à souder cuivre (rep.1)
- Raccords filetés

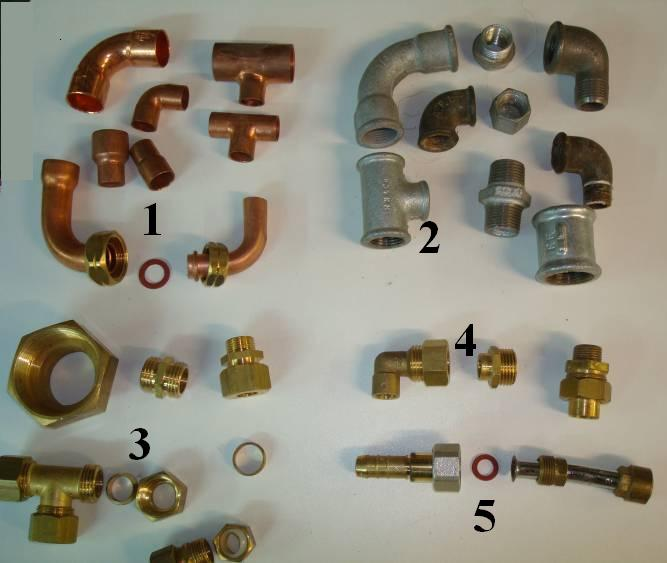
Raccords de robinetterie :
1 - cuivre à souder ;
2 - acier à visser ;
3 - bicônes ;
4 - laiton visser/souder ;
5 - collet battu.

  - Raccords acier noir et galvanisé à visser (rep.2)
  - Raccords laiton à visser et à visser-souder (rep.4)
  - raccord BSP
  - raccord NPT
  - raccord JIC
- Raccords rapides
  - raccords sans soudure bicônes (rep.3)
  - raccords sans soudure automatique,
  - raccords à compression pour tuyau souple PER
  - raccords à glissement pour tuyauterie PER
  - collecteur ou lyre pour raccordement de plusieurs tuyaux (PER et autres)
  - raccords polyéthylène pour tuyau d'arrosage
- raccord à collet battu pour tuyau rigide ou souple (rep.5)
- raccords multiples
  - la clarinette ou  piquage clarinette ou pieuvre ou nourrice permet de souder plusieurs tuyaux sur une arrivée
- Raccords flexibles avec toilage inox à la norme CSTB (eau sanitaire)
- raccords à brides
  - bride plate à souder
  - bride plate taraudée
  - bride pétrole
  - bride SAE
  - bride CETOP
- raccords rapides pour la lutte contre l'incendie
  - raccord symétrique Guillemin
  - raccord Storz
  - Gros filet rond
- raccord de sécurité
- raccord de gaz : Norme NF E 29-650

### Dimensions des raccords à visser
| Filetage           | {\displaystyle {8}\times {13}} | {\displaystyle {12}\times {17}} | {\displaystyle {15}\times {21}} | {\displaystyle {20}\times {27}} | {\displaystyle {26}\times {34}} | {\displaystyle {33}\times {42}} | {\displaystyle {40}\times {49}} |
| ------------------ | ------------------------------ | ------------------------------- | ------------------------------- | ------------------------------- | ------------------------------- | ------------------------------- | ------------------------------- |
| Diamètre en pouces | 1/4                            | 3/8                             | 1/2                             | 3/4                             | 1"                              | 1" ¼                            | 1" ½                            |